# Cerovac (miasto Šabac)
Cerovac (cyr. Церовац) – wieś w Serbii, w okręgu maczwańskim, w mieście Šabac. W 2011 roku liczyła 442 mieszkańców.